# Reinildo Mandava
Reinildo Isnard Mandava, född 21 januari 1994, är en moçambikisk fotbollsspelare som spelar för Atlético Madrid i La Liga.

## Klubbkarriär
Den 31 januari 2022 värvades Mandava av Atlético Madrid, där han skrev på ett 3,5-årskontrakt.

## Landslagskarriär
Mandava debuterade för Moçambiques landslag den 23 maj 2014 i en 4–0-förlust mot Marocko.

## Meriter
Lille
- Ligue 1: 2020/2021
- Trophée des Champions: 2021[3]

 Moçambique
- Tvåa i COSAFA Cup: 2015[4]

Individuellt
- Årets lag i Ligue 1: 2020/2021[5]